# 小行星5875
小行星5875（英語：5875 Kuga）是一颗围绕太阳公转的小行星。1989年12月5日，圓舘金、渡邊和郎在北见发现了此天体。
这颗小行星的绝对星等为150.4601572122313等。